# Леляки (Черниговская область)
Леляки́ (укр. Леляки) – село, расположенное на территории Варвинского района Черниговской области (Украина) на левом берегу реки Удай.